# ロシア人民芸術家
ロシア人民芸術家は、ロシアの芸術家に与えられる栄誉称号である。正式名称は、ロシア連邦人民芸術家（露: Наро́дный арти́ст Росси́йской Федера́ции）である。ロシア功労芸術家（Заслу́женный арти́ст Росси́йской Федера́ции）より上位の称号である。
ソ連時代のロシア人民芸術家の正式名称はロシア・ソビエト連邦社会主義共和国人民芸術家（ru:Народный артист РСФСР）であった。ソ連時代には、ロシア人民芸術家より上位にソ連人民芸術家という称号があり、上から順に、ソ連人民芸術家 ― ロシア人民芸術家 ― ロシア功労芸術家という順になっていた。